# Aechmea van-houtteana
Aechmea van-houtteana är en gräsväxtart som först beskrevs av Van Houtte, och fick sitt nu gällande namn av Carl Christian Mez. Aechmea van-houtteana ingår i släktet Aechmea och familjen Bromeliaceae. Inga underarter finns listade i Catalogue of Life.